# Apamea albata
Apamea albata là một loài bướm đêm trong họ Noctuidae.